# Адам Прухнік
Адам Фелікс Прухнік (пол. Adam Feliks Próchnik 21 серпня 1892, Львів — 22 травня 1942, Варшава
) — польський політичний діяч, політик та історик.

## Біографія
Прухнік народився у Львові 21 серпня 1892 року в єврейській родині. За деякими даними, він був позашлюбним сином Ігнаци Дашинського від соціолога Феліції Носсіг.
Став соціалістом ще в середній школі. Будучи студентом, вступив в Польську соціал-демократичну партію Галичини, підтримав Польську соціалістичну партію — Лівиця.
До Першої світової війни вступив до польської воєнізованої організації Союз збройної боротьби . З початком Першої світової війни був призваний в Австро-Угорську армію (1914), важко поранений в 1917 році. Під час перебування у шпиталі в Відні, став членом таємної польської організації, Польська військова організація . Дезертирував з австрійської армії, що призвело до загрози трибуналу з боку Австро-Угорщини. Але в результаті він був звільнений. Брав участь у битві за Львів під час польсько-української війни.
У міжвоєнній Польщі Прухнік став активістом Польської соціалістичної партії і підтримував ініціативи, спрямовані на поліпшення становища робітничого класу країни. Він підтримував включення Сілезії до Польщі, що була на шляху відродження. У 1928 році був обраний депутатом польського сейму. Дотримувався лівої позиції, зокрема співпрацював з комуністами. Під псевдонімом Генріх Свобода (пол. Henryk Swoboda публікував в газеті «Робітник» критичні нариси про політику правої санації польського уряду, звинувативши їх в підриві польської демократії, що зароджувалася. Це призвело до цензури деяких його публікацій.

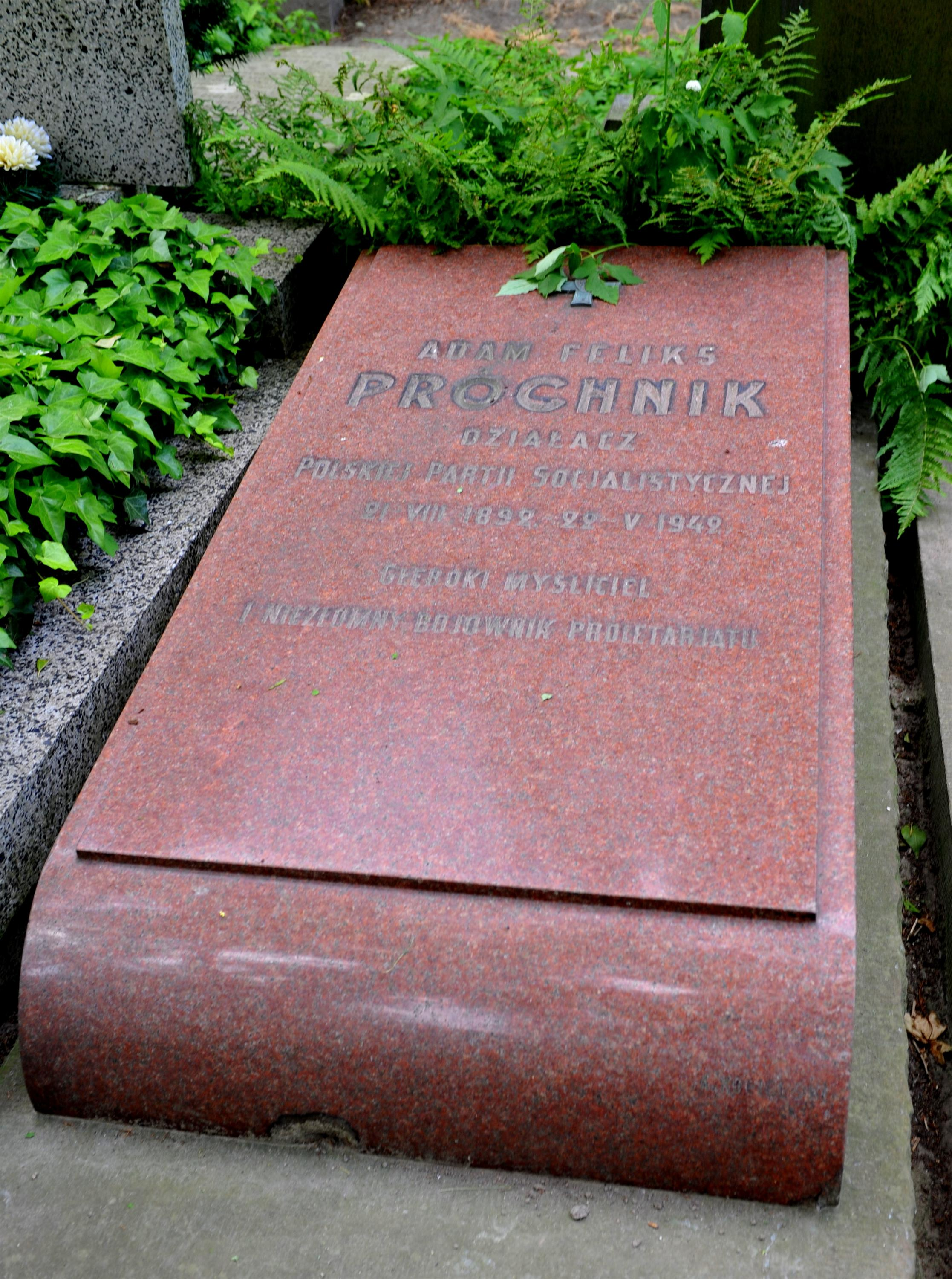
Могила Прухніка в Варшаві

Він працював архіваріусом в Пйотркув і Познані. Деякий час працював в Міністерстві культури і релігії Польщі. Його спроба увійти в академічне середовище була невдалою, оскільки його клопотання про призначення його в Варшавський університет було відхилено (у зв'язку з його поглядами). Тим не менше він став членом Польського історичного товариства, публікував свої статті в історичних журналах і брав участь в професійних конференціях.
Під час Другої світової війни в окупованій Польщі Прухнік продовжував свою політичну діяльність. Брав участь в підпільних зборах лівих партій. Підтримував підпільну друкарню, був членом «Польських соціалістів» (групі лівого крила ППС), виступав за співпрацю і з Польської соціалістичної партією — Свобода, Рівність, Незалежність, і з Радянським Союзом одночасно.
22 травня 1942 року помер від серцевого нападу.

## Наукові роботи
У своїх історичних працях Прухнік був прихильником марксистських поглядів. Він був зацікавлений у вивченні революційних процесів, в тому числі соціальних рухів. Він опублікував безліч статей, як в наукових журналах, так і в пресі. Його історичні дослідження були зосереджені на наступних напрямках: французька революція, повстання Костюшка; період історії Польщі після провалу січневого повстання 1863—1864; робітничий рух в Польщі, в тому числі вивчення ролі жінок в польському робітничому русі і новітньої історії Другої Польської Республіки.
- «Obrona Lwowa od 1 do 22 listopada 1918», Zamość 1919;
- «Demokracja Kościuszkowska», Lwów 1920 році, Warszawa 1947;
- «Bunt łódzki w roku одна тисяча вісімсот дев'яносто дві», Warszawa (?) 1932;
- as Henryk Swoboda «Pierwsze piętnastolecie Polski niepodległej», (first serialized in 1933 in newspaper «Robotnik» (censored), first full version translated into German in 1933. Complete Polish editions in +1957 and тисяча дев'ятсот вісімдесят три.
- «W trzynastą rocznicę» Krwawej środy ", Warszawa 1936;
- «Ideologia spółdzielczości robotniczej» Warszawa 1937;
- "Co to jest spółdzielczość. Istota — cel — zadania ", Warszawa 1937;
- «Idee i ludzie», Warszawa 1938;
- «Powstanie państwa polskiego», Warszawa 1939;
- «Stronnictwa polityczne Wielkiej Rewolucji Francuskiej», Warszawa 1958;
- «Studia z dziejów polskiego ruchu robotniczego» (editor K. Dunin-Wąsowicz), Warszawa 1958;
- «Studia i szkice» (editor K.Dunin-Wąsowicz), Warszawa 1962;
- «Francja i Polska w latach 1789—1794» (editor K.Dunin-Wąsowicz), Warszawa 1964;
- «Wybór publicystyki» (editors MMDrozdowski, K.Dunin-Wąsowicz, Z.Marciniak, J.Żarnowski), Warszawa 1971;